# 史枚
史枚（1914年10月19日—1981年4月11日），原名佘增涛，曾用名佘其越。江苏苏州人。二十世纪三十年代初沪上著名社會科學評論員。中国编辑出版家。

## 个人经历
1929年入蘇州中學高中部讀書，與唐納為同班同學。1931年加入中国共产主义青年团。曾任共青团沪西区委宣传部部长、沪东区委书记。
1935年5月起與同學友人唐納合用筆名史枚，後該筆名為佘增濤專用，其文章著述以社會科學與國際政治討論爲主。 

1938年初，在武汉与徐步编辑《新学识》期刊。刊物文章取材于抗战时期的实际问题，作为青年教育读物，涉及社会生活各个方面。10月又与赵冬垠在宜昌编辑《救中国》期刊。
1939年后，任重庆生活书店编辑、《读书月报》主编、新疆文化协会编审部副主任兼新疆学院讲师。
1946年初，随生活书店迁回上海，主编《读书与出版》。
1949年后调到北京，任生活·读书·新知三联书店副经理兼编审部主任。后曾任人民出版社第三编辑室主任。文革后曾任《读书》杂志副主编，中国出版工作者协会第一届理事。
1981年4月11日在北京逝世。